# Вулиця Банківська (Львів)
Ву́лиця Ба́нківська — вулиця у Галицького району міста Львова, в центральній частині Львова. Сполучає вулиці Коперника та Петра Дорошенка.

## Історія
Вулиця виникла приблизно у середині XIX століття під назвою Сикстуська бічна (інша назва — Широка поперечниця). У 1871 році отримала назву вулиця Шайнохи, на честь польського історика та політичного діяча Кароля Шайнохи. Упродовж листопада 1941 — липня 1944 років мала назву Юльмондштрассе, у липні 1944 року вулиці повернули передвоєнну назву. Сучасна назва — з 1945 року через банківську установу — львівську філію Держбанку СРСР (тепер — управління Національного банку України у Львівській області), яка розмістилася у будинку на розі Банківської та Коперника.

## Забудова
Вулиця Банківська забудована типовими чиншовими кам'яницями другої половини XIX століття у стилях класицизм та історизм.
№ 1 — тут у 1950-х роках містилася майстерня з ремонту меблів. Нині — магазин вживаних музичних інструментів «Флеш».
№ 2 — тут у 1920-х—1930-х роках містилася Спілка землевласників Східної Малопольщі, Народне видавниче товариство, «Народна книгарня», магазин електротехнічних товарів Вишневського «Електрик», друкарня Зимного, польська торговельна спілка «Польсот» та знаний у Львові бар «Ельдорадо» (давніше — «Ґрота»). Тепер це південне крило будинку на вулиці Коперника, 4.
№ 3 — триповерховий житловий будинок початку XX століття. Нині тут містяться бістро «Ням-ням», ломбард «Комод» та фотостудія «Фотовернісаж».
№ 4 — тут у 1950-х роках тут містився магазин артілі «Стахановець» львівського облліспромсоюзу та спеціалізувався на продажу, купівлі і реставрації меблів. Нині цієї адреси не існує.
№ 5 — триповерховий житловий будинок, збудований 1902 року у стилі модерну за проєктом архітектора Яна Боґуцького на замовлення власника парцели Марека Данка. Спочатку тут містився готель, що мав назву «Данк» і походила вона від прізвища власника, а згодом перейменований на «Sans Sousi» (у перекладі з фр. «без турбот»). На першому поверсі у великій сецесійній залі знаходилася кав'ярня з аналогічною назвою. Від початку XX століття до 1930-х років тут також діяла низка кінотеатрів: у 1906–1907 роках — «Сінефон» (власник — Герман Опат), у 1907 та 1926—1930 роках — «Люна» (власник — Мельхіор Майблюм), у 1930—1931 роках — «Полонія». За радянських часів: у 1950-х—1960-х роках — склад консервної продукції та ремонт взуття, у 1970-х—1980-х — майстерня з ремонту магнітофонів та приймальний пункт хімчистки. У 2003 році приміщення кав'ярні на першому поверсі відновлено, хоча вже у середині 2000-х років тут відкрилося відділення АТ «Банк «„Фінанси та Кредит“». Після ліквідації банку «Фінанси та Кредит» тут відкрилося відділення банку «Unison». Установа займалася впорядкуванням громадського простору на вул. Банківській, 6.
№ 6 — на цьому місці до другої світової війни стояла синагога «Осе Тов» (у перекладі з івр. «твори добро»), зведена у 1857 році за проєктом архітектора Вільгельма Шміда. Цікаво, що на момент зведення синагоги євреї не мали права вільно жити у цій частині міста, це право вони отримали лише у 1867 році. У 1909 році синагогу разом із бет-мідрашем (приміщенням для вивчення релігійних книг) перебудували за проєктом архітектора Альберта Корнблюта. З 1930 року рабином тут був Давид Кагане, у серпні 1941 року синагога була знищена німцями. У листопаді 2013 року пустир, який залишився після знищення синагоги, впорядкували, замостили бруківкою, встановили смітники та лавочки.

## Цікаві факти, події
13 березня 1930 року у кав'ярні «Рекляма», що при вулиці Шайнохи, офіціант цього закладу Адольф Гальперн пострілом з револьвера намагався позбавити життя відвідувача кав'ярні Зигмунта Ґольдгабера. На щастя, куля не влучила, а стрільця заарештувала поліція.
В будинку на розі сучасних вулиць Банківської та Дорошенка у 1930-х роках містився ресторан «Адрія» Соломона Роттенберга. 26 листопада 1932 року тут сталася скандальна подія: пізно ввечері група польських студентів, вийшовши з ресторану, затіяла бійку з кількома єврейськими молодиками. В результаті від ножового поранення загинув студент-ветеринар Ян Ґродковський. Ця подія потрапила на перші шпальти польських газет та викликала великий суспільний резонанс.

## Транспорт
Вулиця Банківська має односторонній рух транспорту в напрямку вулиці Дорошенка. Вулиця не використовується для руху громадського транспорту.

## У мистецтві
Банківська вулиця під своєю старою назвою (Шайнохи) та кінотеатр у будинку № 5 згадуються в автобіографічному романі польського письменника Яна Парандовського «Небо у вогні» (пол. «Niebo w płomieniach»).